# Susi-Käynty Latvainen
Susi-Käynty Latvainen (* 1965) ist ein finnischer Komponist.

## Leben
Er zählt zu den finnischen Komponisten Neuer Musik wie Jarmo Sermilä, Perttu Haapanen, Atso Almila und Eero Hämeenniemi. Sein Kompositionsstil ist unter anderem stark beeinflusst von den Werken Helmut Lachenmanns. Eine langjährige freundschaftliche Beziehung verbindet ihn mit dem Hornisten Wolfgang Wipfler, auf dessen Anregung hin seine zwei bisherigen Werke für Horn solo „Sointi Puhe“ und „Kadonnut Kotimaa“ entstanden sind. Letzteres wurde im Rahmen des deutschen Wettbewerbs Jugend musiziert 2009 uraufgeführt.
Er lebt heute (2013) in der Nähe von Puumala in Südostfinnland.